# The Time of the Oath
| Đánh giá chuyên môn | Đánh giá chuyên môn |
| Nguồn đánh giá      | Nguồn đánh giá      |
| Nguồn               | Đánh giá            |
| ------------------- | ------------------- |
| Allmusic            | [ 1 ]               |
| Sputnikmusic        | [ 2 ]               |

The Time of the Oath là album phòng thu thứ 7 của ban nhạc power metal đến từ Đức Helloween, phát hành năm 1996. Album này được dành cho tay trống cũ của ban nhạc, Ingo Schwichtenberg, đã tự tử trước đó một năm.

## Thông tin
The Time of the Oath, theo Andi Deris, dựa trên lời tiên tri của Nostradamus, đề cập đến tiên đoán của ông về 
một "'sự kiện trong khoảng từ năm 1994 đến 2000'". Theo đó, Nostradamus "dự đoán sẽ có Thế chiến thứ 3, tiếp sau đó là một thiên niên kỷ hòa bình nếu con người thực sự muốn điều đó và có những quyết định sáng suốt". The Keeper, hình ảnh xuất hiện trên bìa Keeper of the Seven Keys, Pt. 1 và Pt. 2. (Hình ảnh đó có thể là hình ảnh của Chúa). Không giống như bộ đôi Keeper với khoảng không vô tận bên trong chiếc mũ trùm đầu, hình ảnh The Keeper ở album này, trong chiếc mũ quen thuộc, tràn ngập những ngôi sao và những chiếc nhẫn (Có thể thấy những chiếc nhẫn này giống như nhẫn trên bìa album Master of the Rings). Ca khúc "The Time of the Oath" đề cập đến Cảnh V trong Faust Part Two, viết bởi Johann Wolfgang von Goethe. Deris đóng vai Mephistopheles, cố gắng lấy lại linh hồn của Faust.
Ba ca khúc trong album được phát hành dưới dạng single: "Power", "The Time of the Oath", và "Forever And One (Neverland)". Đây là album đầu tiên của Helloween mà cả năm thành viên của ban nhạc cùng sáng tác.

## Danh sách bài hát
| STT | Nhan đề                       | Sáng tác          | Thời lượng |
| --- | ----------------------------- | ----------------- | ---------- |
| 1.  | "We Burn"                     | Deris             | 3:04       |
| 2.  | "Steel Tormentor"             | Weikath/Deris     | 5:40       |
| 3.  | "Wake Up the Mountain"        | Kusch/Deris       | 5:01       |
| 4.  | "Power"                       | Weikath           | 3:28       |
| 5.  | "Forever and One (Neverland)" | Deris             | 3:54       |
| 6.  | "Before the War"              | Deris             | 4:33       |
| 7.  | "A Million to One"            | Kusch/Deris       | 5:11       |
| 8.  | "Anything My Mama Don't Like" | Deris/Kusch       | 3:46       |
| 9.  | "Kings Will Be Kings"         | Weikath           | 5:09       |
| 10. | "Mission Motherland"          | Weikath/Helloween | 9:00       |
| 11. | "If I Knew"                   | Weikath           | 5:30       |
| 12. | "The Time of the Oath"        | Grapow/Deris      | 6:58       |

| Bonus Track ở Nhật | Bonus Track ở Nhật     | Bonus Track ở Nhật | Bonus Track ở Nhật |
| STT                | Nhan đề                | Sáng tác           | Thời lượng         |
| ------------------ | ---------------------- | ------------------ | ------------------ |
| 13.                | "Still I Don't Know"   | Deris/Grosskopf    | 4:13               |
| 14.                | "Take It to the Limit" | Deris/Kusch        | 4:04               |

| Expanded Edition | Expanded Edition                            | Expanded Edition       | Expanded Edition |
| STT              | Nhan đề                                     | Sáng tác               | Thời lượng       |
| ---------------- | ------------------------------------------- | ---------------------- | ---------------- |
| 1.               | "Still I Don't Know"                        | Deris/Grosskopf        | 4:13             |
| 2.               | "Take It to the Limit"                      | Deris/Kusch            | 4:04             |
| 3.               | "Electric Eye" (Judas Priest Cover)         | Tipton/Halford/Downing | 4:06             |
| 4.               | "Magnetic Fields" (Jean Michel Jarre cover) | Jarre                  | 3:41             |
| 5.               | "Rain" (Status Quo cover)                   | Parfitt                | 4:33             |
| 6.               | "Walk Your Way"                             | Grosskopf              | 4:56             |
| 7.               | "Light in the Sky"                          | Deris                  | 2:35             |
| 8.               | "Time Goes By"                              | Deris                  | 2:24             |

- Track 3,4 xuất hiện trong single The Time of the Oath.
- Track 5,6 xuất hiện trong single Power.
- Track 7,8 xuất hiện trong single Forever And One.

## Sản xuất
- Andi Deris - Hát chính
- Michael Weikath - Guitar
- Roland Grapow - Guitar
- Markus Grosskopf - bass
- Uli Kusch - Trống